# Dusona capitator
Dusona capitator là một loài tò vò trong họ Ichneumonidae.